# Hardin Richard Runnels
Hardin Richard Runnels, född 30 augusti 1820 i Mississippi, död 25 december 1873 i Bowie County, Texas, var en amerikansk politiker (demokrat). Han var den sjätte guvernören i Texas 1857–1859.
Runnels flyttade 1842 till Republiken Texas. Han var viceguvernör i delstaten Texas 1855–1857. I guvernörsvalet 1857 besegrade han Sam Houston vilket var den enda gången som någon vann ett val mot Houston. Två år senare ställde Runnels upp till omval men förlorade mot Houston. Båda kandidaterna var slavägare men Houston sade nej till slavhandeln och tog ställning emot Texas utträde ur USA. Runnels hade som guvernör ofta påpekat att det kan bli nödvändigt för Texas att lämna USA. Efter sin tid som guvernör tog Runnels entusiastiskt del i konventet som beslutade om utträde och fortsatte att ta ställning emot Texas tillhörighet till USA även efter amerikanska inbördeskriget.
Frimuraren Runnels gravsattes på familjekyrkogården i Bowie County men gravplatsen flyttades 1929 till Texas State Cemetery i Austin.